# Sydvästasien

Gröna områden är Sydvästasien i de flesta sammanhang.

Sydvästasien eller Sydvästra Asien (ofta ihopblandad med Mellanöstern) är den sydvästra regionen av Asien. Uttrycket Västasien används vanligtvis i skrift om arkeologi och förhistoria om regionen. Till skillnad från Mellanöstern som är en vagt definierad region som fått sitt namn utifrån ett europeiskt perspektiv så är Sydvästasien helt och hållet ett neutralt geografiskt uttryck som omfattar de sydvästra delarna av Asien.
Sydvästasien har delvis en gemensam gräns med de traditionella europeiska namnen Mellanöstern och Främre Orienten som båda snarare beskriver regionens geografiska position i relation till Europa än till deras lokalisering i Asien. Sydvästasien har blivit det uttryck för Mellanöstern som föredragits av de stora internationella organisationerna (i synnerhet Förenta nationerna) och också i afrikanska och asiatiska länder, exempelvis Indien, speciellt för den märkbara eurocentrismen i det historiska uttrycket Mellanöstern. I förhållande till den kulturella- och politiska geografin så omfattas Mellanöstern ibland av nordafrikanska länder som Egypten. Av liknande anledningar har Afghanistan, Centralasien och västra Pakistan omväxlande anknytning till regionen.
FN inkluderar Turkiet och de sydliga länderna i Transkaukasus, (Armenien, Azerbajdzjan och Georgien) i en underregion till Västasien därför de nästan helt är lokaliserade där. Men dessa länder ligger i regioner som också skrevar mellan både Asien och Europa, men har också socialpolitiska band till Europa. Turkiet, Georgien och Azerbajdzjan är delvis belägna i Europa medan Armenien är belägen helt i Asien. Utöver detta tillskriver FN Iran till Sydasien och Egypten till Nordafrika.

## Länder
Med Sydvästasien avses i de flesta sammanhang:
- Armenien
- Bahrain
- Sinai (östra Egypten)
- Gazaremsan
- Iran
- Irak
- Israel
- Jordanien
- Kuwait
- Libanon
- Oman
- Qatar
- Saudiarabien
- Syrien
- Förenade arabemiraten
- Västbanken
- Jemen
- Asiatiska delarna
  - Azerbajdzjan
  - Georgien
  - Turkiet

Ibland utvidgas gränserna som då ytterligare består av: 
- Afghanistan
- Den afrikanska delen av Egypten
- De europeiska delarna av: 
  - Azerbajdzjan
  - Georgien
  - Turkiet
- Angränsande delar av Centralasien

Anatolien, Arabiska halvön, Transkaukasus, Levanten och Mesopotamien är underregioner till Sydvästasien.